# Quận của tỉnh Yvelines
4 quận của tỉnh Yvelines gồm:
1. Quận Mantes-la-Jolie, (quận lỵ: Mantes-la-Jolie) với 8 tổng và 117 xã. Dân số của quận này là 254.384 người năm 1990, 264.269 người năm 1999, tăng trưởng dân số là 3.89%.
2. Quận Rambouillet, (quận lỵ: Rambouillet) với 5 tổng và 81 xã. Dân số của quận này là 197.764 người năm 1990, và 214.219 người năm 1999, tăng trưởng dân số là 8.32%.
3. Quận Saint-Germain-en-Laye, (quận lỵ: Saint-Germain-en-Laye) với 16 tổng và 45 xã. Dân số của quận này là 516.593 người năm 1990, và 528.320 người năm 1999, tăng trưởng dân số là 2.27%.
4. Quận Versailles, (tỉnh lỵ của tỉnh Yvelines: Versailles) với 10 tổng và 19 xã. Dân số của quận này là 338.409 người năm 1990, và 347.496 người năm 1999, tăng trưởng dân số là 2.69%.